# Сельское поселение «Деревня Дубровка»
Се́льское поселе́ние «Дере́вня Дубро́вка» — муниципальное образование в Думиничском районе Калужской области Российской Федерации.
Административный центр — деревня Дубровка.

## История
В 1924 г. после упразднения Дубровской волости Жиздринского уезда её территорию разделили на два сельсовета: Дубровский и Речицкий.
В 1940 г. в них были нас. пункты с. Дубровка (230 дворов), д. Речица (385), посёлки Марьинский (15), Колчевка (19), Роте Фане (7).
В 1954 г. эти два сельсовета объединили в один. В том же году п. Красногорье был расселен в связи со строительством комбината «Вымпел», его территорию передали Будскому с/с. Пос. Роте Фане не был восстановлен после войны.
На месте будущего посёлка «105 лесоучасток» после войны была колония-поселение для осужденных, которые работали на лесозаготовках. Потом колония была закрыта, а на месте лесных вырубок стали строиться дома для рабочих Думиничского леспромхоза. Так образовался новый населенный пункт.
После закрытия в 1958 г. Дубровской МТС на её территории было открыто отделение Думиничской сельхозтехники. Рядом вырос поселок, который называется — село Дубровского отделения Сельхозтехники.
Статус сельского поселения и границы сельского поселения «Деревня Дубровка» установлены Законом Калужской области от 1 ноября 2004 года № 369-ОЗ «Об установлении границ муниципальных образований, расположенных на территории административно-территориальных единиц „Думиничский район“, „Кировский район“, „Медынский район“, „Перемышльский район“, „Сухиничский район“, „Тарусский район“, „Юхновский район“, и наделением их статусом городского поселения, сельского поселения, муниципального района».

## Население
| 2010 | 2012 | 2013 | 2014 | 2015 | 2016 | 2017 |
| ---- | ---- | ---- | ---- | ---- | ---- | ---- |
| 267  | ↘256 | ↘250 | ↗266 | ↘255 | ↗264 | ↘258 |
| 2018 | 2019 | 2020 | 2021 |      |      |      |
| ↗259 | ↘249 | ↘246 | ↘220 |      |      |      |

## Состав сельского поселения
В состав сельского поселения входят:
| № | Населённый пункт                     | Тип населённого пункта          | Население |
| - | ------------------------------------ | ------------------------------- | --------- |
| 1 | 105 Лесоучасток                      | деревня                         | ↘0        |
| 2 | Дубровка                             | деревня, административный центр | ↘115      |
| 3 | Марьинский                           | село                            | ↘2        |
| 4 | Речица                               | деревня                         | ↘10       |
| 5 | Дубровского Отделения Сельхозтехники | село                            | ↘140      |